# 大月断層

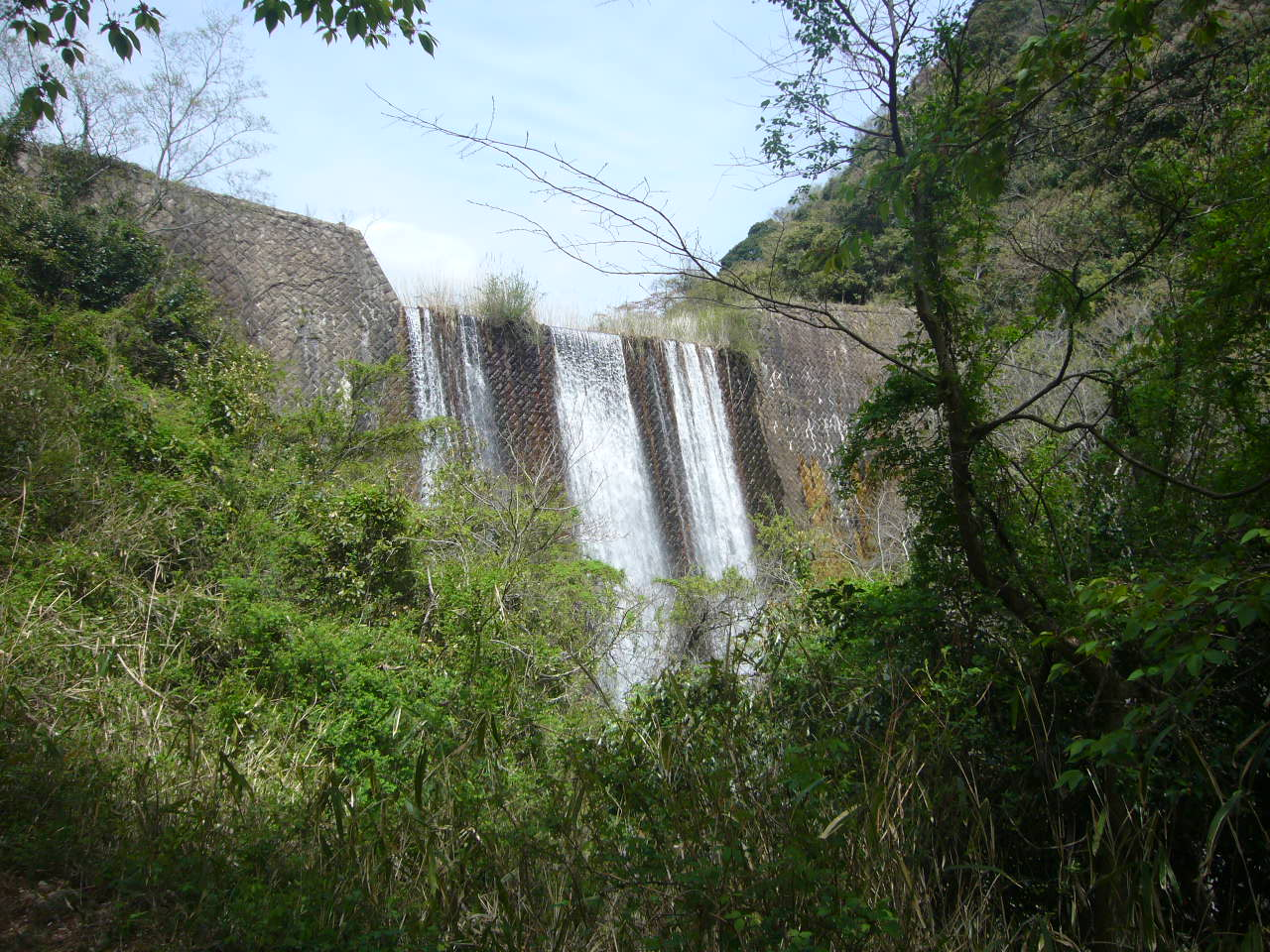
五助堰堤

大月断層（おおつき だんそう）は、兵庫県神戸市の六甲山地の南麓を北東から南西方向に延びる逆断層である。

## 概要
六甲・淡路島断層帯の主要断層のひとつである大月断層は、断層の北側が隆起する右横ずれの断層である。
六甲山主稜線の南側は、海側より芦屋断層、五助橋断層、大月断層が並行して存在し、階段状地形となっている。
大月断層付近には灘区内に、住吉川の支流として大月地獄谷（一部東灘区内）や大月谷、大月山等を宅地造成化した大月台がある。
変位量
活断層研究会編（1991）は、大月断層の約50万年前の河谷に約100ｍの右ずれがあるとして、右横ずれ変位速度を約0.2ｍ／千年としているが、年代値の根拠が明確でないことと断層が並走する断層帯の北西部分に位置することから、政府地震調査研究推進本部では変位速度不明としている。しかし、京都大学防災研究所の六甲鶴甲観測室での観測結果発表によれば、阪神・淡路大震災後は0.1から0.2mm／年（0.1から0.2m／千年）で動いている測定結果が得られている。

## 地図
大月断層（水色）、五助橋断層（黄色）のおおよその位置：● （表示環境により位置がズレることがある）